# Naja christyi
Naja christyi är en ormart som beskrevs av Boulenger 1904. Naja christyi ingår i släktet Naja och familjen giftsnokar. Inga underarter finns listade.
Arten förekommer i Kongo-Brazzaville och Kongo-Kinshasa.